# Banda de música

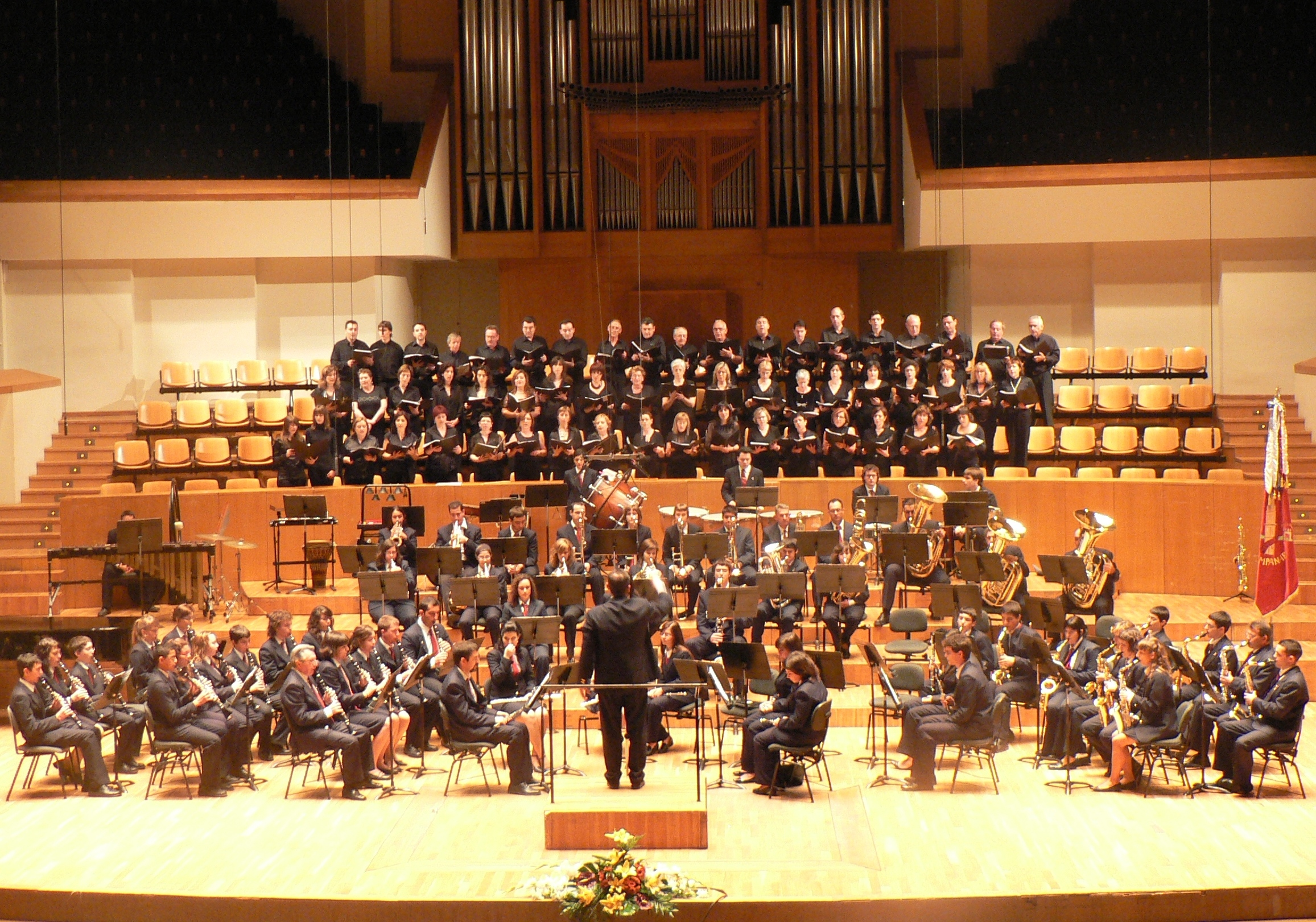
Banda de Música de Campanar al Palau de la Música de València

Una banda de música o societat musical és un grup de música format per músics de vent i percussió amb la possibilitat d'incorporar instruments de corda (pinçada, percudida i fregada) en l'anomenada banda simfònica. A diferència de les orquestres, les bandes tenen la seva essència al carrer, sent especialment idònies per a la música festera, com els pasdobles o les marxes de Moros i Cristians. Les bandes acostumen a ser molt properes al gran públic gràcies a la seva participació en actes de festa major com són les processons, els concerts a l'aire lliure, entre d'altres.
Al País Valencià hi ha una gran cultura de banda. De les 1510 bandes que hi ha a l'Estat espanyol, 533 es troben a territori valencià, amb 40.000 músics en actiu. Destaquen les de Llíria, la de Cullera, les de Bunyol, la Societat Unió Artística Musical d'Ontinyent, l'Agrupació Musical Ontinyent i la Societat Unió Musical d'Alberic. La banda més antiga de l'Estat es considera la Primitiva de Llíria, fundada al 1819.
A Catalunya també es troba una gran afició a les bandes de música. Potser per ser límit amb el País Valencià, a les Terres de l'Ebre destaquen bandes de música com la Unió Musical de Tarragona, Alcanar, Amposta i la banda de la Sénia. La Banda Municipal d'Alcanar, fundada el 1845, és de fet la més antiga de Catalunya. Fora d'aquest territori destaca la Banda Simfònica de Badalona, la qual guanyà el premi del Certamen Nacional de Bandes de Música de Cullera (Ribera Baixa) l'any 2010.

## Instrumentació
Els instruments que componen aquest tipus de formacions són:

### Família de vent-fusta
- Flautí
- Flauta
- Oboè
- Clarinet
- Requint
- Saxo Alt
- Saxo Tenor
- Saxo Baríton
- Saxo Soprano
- Clarinet Baix
- Fagot
- Dolçaina*

### Família de vent-metall
- Trompeta
- Fliscorn
- Trombó
- Trompa
- Bombardí
- Tuba

### Família de percussió
- Caixa
- Bombo
- Plats
- Timbals
- Bateria
- Lira o Glockenspiel
- Marimba
- Xilòfon
- Congues
- Bongos
- Gong
- Petita percussió: Temple-block, Triangle, castanyoles, etc.

### Família de corda
En el cas de tractar-se d'una banda simfònica, hi trobem instruments de corda fregada com:
- Violoncel
- Contrabaix

i, a vegades de corda pinçada 
- Arpa

o percudida
- Piano